# テイルズ オブ バーサス
『テイルズ オブ バーサス』（TALES OF VS.、略称：バーサス / TOVS / TO-VS）は、2009年8月6日にバンダイナムコゲームスから発売されたPlayStation Portable用ゲームソフト。『テイルズ オブ』シリーズ初の対戦アクションゲーム。異世界ダイランティアを舞台とし、シリーズのキャラクター35人がダイランティアに繁栄をもたらす「大いなる実り」を巡って戦いを繰り広げるというストーリーが描かれる。主題歌はGIRL NEXT DOORの「Be your wings」。

## システム

### メイン要素
バトルは2次元軸上で展開し通常技や術技を組み合わせてコンボをつなげていく戦闘システムで、過去作の「リニアモーションバトルシステム（いわゆる1ライン戦闘）」を採用。1VS3、2VS2、バトルロイヤルの対戦形式がある。
本作独自の要素として、ステージに壁や高低差を導入し、竜巻、落石、ワープホール、巨大タル、トゲ床、レーザーなどのギミック、床や壁にキャラクターを叩きつける「バウンディング」が採用され、それを利用した新たなコンボも可能になっている。
時折アイテムが出現し、それを取って使用すれば回復したり敵を妨害できる。その中には歴代キャラクターに纏わるアイテムもあり、それを使えばそのキャラクターの技が発動する。
バトル勝利時に入手できる「グレードポイント (GP) 」を消費することで、各キャラクターのパラメータなどを強化する育成要素も用意されている他、作品内通貨「ガルド」で武器や防具を購入して基本ステータスを上げる機能もある。関連商品に付属されるコードを入力することでオリジナルのアイテムが入手できるようになっている。
オーバーリミッツ
ゲージが最大までたまった状態で発動することで、攻撃を受けてもひるまなくなるシステム。発動中には強力な技「秘奥義」を発動でき、発動の際にはそのキャラクターの全身カットインが表示される。秘奥義のない作品からの登場キャラクターにも秘奥義は設定されている。
フェイタル・ストライク
『テイルズ オブ ヴェスペリア』のキャラクターに搭載。一定条件下で相手に大ダメージを与えられる。

### ユグドラシルバトル
| メインシナリオ    | サブシナリオ                                               |
| ----------------- | ---------------------------------------------------------- |
| ロイド&コレット編 | ジュディス&リタ (1、2) シング&コハク (1) リヒター (1)      |
| クレス&クラトス編 | ジュディス&リタ (3) リヒター (2、3) シング&コハク (2、3)   |
| リオン&カイル編   | ルカ&イリア (1、2) アッシュ (1、2)                         |
| スタン編          | セネル (1) アッシュ (3) ルカ&イリア (3)                    |
| ルーク&ティア編   | アーチェ&チェスター (1、2) フィリア&コングマン (1、2)      |
| ジェイド&アニス編 | セネル (2) フィリア&コングマン (3) アーチェ&チェスター (3) |
| ユーリ&ファラ編   | ハロルド&ナナリー (1、2) プレセア (1)                      |
| マオ&カイウス編   | ハロルド&ナナリー (3) プレセア (2、3) セネル (3)           |
| ダオス編          | なし                                                       |

異世界ダイランティアで各テイルズキャラクターたちが、ユグドラシルバトルと呼ばれる武闘大会で闘うメインモード。あらかじめ用意されたキャラクターの組み合わせで、ユグドラシルバトルの優勝を目指す。
ダイランティアのワールドマップを移動し、メインとなるストーリーを進めたりサブキャラクターとの戦闘を繰り返し、GPでキャラクターを強化してストーリーを進めるのが基本となる。
最初から選べるのは「ロイド&コレット編」「リオン&カイル編」「ルーク&ティア編」「ユーリ&ファラ編」の4つで、これらをクリアしていくことで他の編が解放される。また、各シナリオにサブシナリオがいくつか用意されており、そのサブシナリオをクリアしていくことで他モードで使用可能になるキャラクターもいる。
スキットの背景は『テイルズ オブ エターニア』のものが多用されている。

### クイックバトル
2VS2でCPUとの8連戦が行われ、操作キャラクターのセットGPによって敵の強さが変わってくる「アーケードバトル」、2VS2でCPUと戦い続け、倒すたびに敵が強くなっていく「サバイバルバトル」、ルールを自由に決められる「シングルバトル」、様々な条件付きのバトルを行う「スペシャルバトル」を選択可能。

### Tales of WALL BREAKER
2Dで戦闘するミニゲーム。画面の両端にある壁に相手をたたきつけて、壁を壊して相手を場外に飛ばすことが勝利条件。CPUとの対戦で、クリアタイムを競うのが目的のゲーム。ユグドラシルバトルモードでキャラクターカードを3枚入手するとそのキャラクターが開放されるなど、条件を満たすと使用することが出来る。
声優表記がないキャラクターの声優は原作と同じ。
- 登場キャラクター
  - 『テイルズ オブ ファンタジア』 - クレス、すず、ダオス
  - 『テイルズ オブ デスティニー』 - スタン、ルーティ、リオン、フィリア、ウッドロウ、チェルシー、コングマン、マリー、リリス
  - 『テイルズ オブ エターニア』 - リッド、ファラ、チャット、フォッグ、セルシウス（声 - 水城レナ）、レイス
  - 『テイルズ オブ ザ ワールド なりきりダンジョン2』『テイルズ オブ ザ ワールド なりきりダンジョン3』 - フリオ（声 - 宮坂俊蔵）、キャロ（声 - 斉藤佑圭）
  - 『ワルキューレの伝説』 - ワルキューレ（声 - 佐々木愛）

## 世界設定
ダイランティアは、世界樹が3年に一度結実させる「大いなる実り」が生み出すエネルギー「マナ」によって支えられた世界。しかし人類の繁栄と共にマナの消費量は増え続け、大いなる実りだけでは人類の繁栄を支えることが出来なくなり、大いなる実りを求めて各国が戦争を繰り広げていく。破滅寸前まで続けられた戦争に危機を感じた人類は「世界樹協定」を結んだ。各国は、国の代表者「シグルス」によって大いなる実りの獲得権を競う、「ユグドラシルバトル」を考え出した。
シグルスは2人1組となり、各地に存在する「スクルドフラッグ」を3本集め、次に「ベルザンディフラッグ」を4本集めれば「ウルズフラッグ」を獲得出来て、世界樹を訪ねることが出来る。フラッグはシグルス同士での奪い合いが認められている。
そして百年後の現在は、四つの大国によってユグドラシルバトルが行われている。

## 登場キャラクター
（）内は出典。

### 神聖王国ヘイズル
クレス・アルベイン（テイルズ オブ ファンタジア）
声 - 草尾毅
騎士団の筆頭騎士。3年前のとある事件で世界樹の中に取り込まれてしまったミントを助けるためユグドラシルバトルに参戦し、パートナーとしてクラトスを雇う。
ミント・アドネード（テイルズ オブ ファンタジア）
声 - 岩男潤子
現在の世界樹の神子。容姿端麗でおっとりとした性格だが怒らせると怖い。コレットとフィリアはかつての教え子。3年前はクレスのパートナーだったがとある事件で現在は世界樹の中に取り込まれている。
ロイド・アーヴィング（テイルズ オブ シンフォニア）
声 - 小西克幸
熱血漢で天然な性格。クレスの弟子であり、アルベイン流剣術を心得ている。コレットとパートナーを組んでいる。最初から使用可能なキャラクター。
コレット・ブルーネル（テイルズ オブ シンフォニア）
声 - 水樹奈々
おっとりしているが、秘めたる意志を持った少女。天然ボケな上にドジっ子。次の世界樹の神子を目指し、ロイドとユグドラシルバトルに参戦する。彼女のみ秘奥義とエクストラフィニッシュのカットインが異なる。最初から使用可能なキャラクター。
クラトス・アウリオン（テイルズ オブ シンフォニア）
声 - 立木文彦
冷静沈着な傭兵。クレスに雇われたという形でパートナーを組んでいる。時々おじさんやおやじなどと言われることを少し気にしている。

### 騎士国家フレスヴェルグ
スタン・エルロン（テイルズ オブ デスティニー）
声 - 関智一
カイルの父親で、リオンと同じく2大騎士団の団長。3年前のある事件がきっかけで失踪し、世界を回っている。
ディムロス・ティンバー（テイルズ オブ デスティニー）
声 - 置鮎龍太郎
スタンの持つ意志を持つ剣「ソーディアン」。かつては人間でスタンのユグドラシルバトルのパートナーだったが3年前のユグドラシルバトルで命を落とし、ハロルドによってソーディアンとして蘇る。原作ではソーディアンの声は「ソーディアンマスター」にしか聞こえないが、本作では誰にでも聞こえる。

リオン・マグナス（テイルズ オブ デスティニー）
声 - 緑川光
2大騎士団長の一人であり、カイルの師匠的な存在。クールな性格で無駄なことが嫌い。祖国を復興させるためにユグドラシルバトルに参加する。スタンの失踪の理由を唯一知っている。ソーディアン・シャルティエの持ち主。最初から使用可能なキャラクター。
フィリア・フィリス（テイルズ オブ デスティニー）
声 - 井上喜久子
眼鏡をかけた知的な女性。温厚な性格だが怒ると怖い。コレットと同じく次の世界樹の神子を目指しており、コングマンのパートナーでもある。裸眼の視力はかなり低く、普通の町の人とコングマンの区別がつかない。ソーディアン・クレメンテの使い手。
マイティ・コングマン（テイルズ オブ デスティニー）
声 - 玄田哲章
フィリアとパートナーを組んでいる、騎士国家の格闘チャンピオン。スタンとはライバル関係でもある。
カイル・デュナミス（テイルズ オブ デスティニー2）
声 - 福山潤
スタンの息子。スタン失踪の理由を聞かされておらず、もう一度父親に会うためにリオンとパートナーを組んで出場する。最初から使用可能なキャラクター。
ナナリー・フレッチ（テイルズ オブ デスティニー2）
声 - かかずゆみ（川上とも子が当時休業中だったため、代役）
男勝りな戦士。ハロルドの研究所の護衛を勤めており、何かと振り回されているが悪い気はしていない様子。
ハロルド・ベルセリオス（テイルズ オブ デスティニー2）
声 - 平松晶子
ソーディアン研究所で怪しい実験を繰り返している。性格的にはかなりの変人だが、その頭脳は本物。ソーディアンを生み出した張本人。

### 新帝国ニーズホッグ
ルーク・フォン・ファブレ（テイルズ オブ ジ アビス）
声 - 鈴木千尋
新帝国の次期皇帝候補。国の試練としてティアと共に参加するが、非常にわがままな性格。最初は長髪だが物語を進めると改心して断髪し性格も穏やかになる。その後はクイックバトルでのみ髪型を変更可能。正体はジェイドのフォミクリー技術で作られたアッシュのコピーである。最初から使用可能なキャラクター。
ティア・グランツ（テイルズ オブ ジ アビス）
声 - ゆかな
冷淡な性格の軍人だが、かわいいもの好きという一面も。ルークのパートナーとしてユグドラシルバトルに参加する。最初から使用可能なキャラクター。
ジェイド・カーティス（テイルズ オブ ジ アビス）
声 - 子安武人
帝国の軍人で、階級は大佐。アニスと共に参戦。死霊使い（ネクロマンサー）の二つ名を持つ。得意の術だけでなく近接戦闘では槍を使って戦う。
アニス・タトリン（テイルズ オブ ジ アビス）
声 - 桃井はるこ
年の割に現実主義な少女。ジェイドと組んで参戦し、腹黒い性格はジェイドといいコンビ。トクナガという巨大な人形に乗って戦い、術も駆使する。

### 自由都市連合ダイン
ファラ・エルステッド（テイルズ オブ エターニア）
声 - 皆口裕子
マナ不足で作物不足に陥った田舎を救うために大会参加を決意。首都で出会ったユーリを半ば強引にパートナーとし、大いなる実りを狙う。最初から使用可能なキャラクター。
ユージーン・ガラルド（テイルズ オブ リバース）
声 - 石塚運昇
獣人族ガジュマの軍人で、守備隊「王の盾」の隊長。元々差別されがちなガジュマの中で、多くの人々に慕われている。3年前の大会に参加していたが、現在は行方不明。スペシャルバトルを全てクリアすることによって使用可能となる。
マオ（テイルズ オブ リバース）
声 - 渡辺明乃
前回大会にも参加していた少年。失踪したユージーンを探すため、同じ目的を持つカイウスと共に出場する。一部の人間からは、オルセルグと呼ばれている。よく歌う。記憶を失っている。その正体は大いなる実りの力で世界樹より生み出された人間であり、歳を取らず容姿も変わらない。トンファーを使って戦う。
セネル・クーリッジ（テイルズ オブ レジェンディア）
声 - 鈴村健一
闘技島行きの船の番人。マリントルーパーの資格を持っており、医術の心得もある。かつて海で妹（ふわふわした金髪の少女）と生き別れた過去を持つ。妹のことを思い出すと感情的になってしまうことがあり、ロイドとコレットの仲に嫉妬して襲い掛かったこともある（コレットが妹と似ていたため）。
セネルについては最初の方のシナリオで、原作では見せない理不尽な行動をとることについてスタッフが触れており、プロデューサーの大舘にも「ひどい」と言われているが、ちょうど真ん中にあたる「マオ&カイウス編」以降はそのようなことはなくなってくる。他のキャラクター全員が船に向かうため、結果的に全員に戦いをしかけることとなり、「ロイド&コレット編」のシナリオを担当した山本尚基に「貧乏くじ」とコメントされた。
カイウス・クオールズ（テイルズ オブ ザ テンペスト）
声 - 高城元気
リカンツという獣人化する種族の剣士。かつてユージーンに世話になっており、失踪した彼を探すためにマオと共に出場する。
ルカ・ミルダ（テイルズ オブ イノセンス）
声 - 木村亜希子
小柄だが、大剣で戦う戦士。夜な夜な謎の夢を見ており、その正体を掴むためにユグドラシルバトルに参戦を狙う。
イリア・アニーミ（テイルズ オブ イノセンス）
声 - 笹本優子
拳銃を使って戦う赤毛が特徴の少女。ルカと同じような夢を見ており、共に村を飛び出した。ミュウを食べようとして彼に「赤毛のオバケ」とよばれるようになる。
ユーリ・ローウェル（テイルズ オブ ヴェスペリア）
声 - 鳥海浩輔
何かの理由で軍に追われていた所でファラと出会い、半ば強引にユグドラシルバトルに出場することになる。最初から使用可能なキャラクター。
ジュディス（テイルズ オブ ヴェスペリア）
声 - 久川綾
相棒のバウルと共に世界を巡る傭兵。大いなる実りを狙うリタに雇われ、パートナーとなる。ユーリからはジュディと呼ばれる。
リタ・モルディオ（テイルズ オブ ヴェスペリア）
声 - 森永理科
魔道器（ブラスティア）の主席研究員。研究のための大量のマナを求めて、大いなる実りを狙う。
シング・メテオライト（テイルズ オブ ハーツ）
声 - 柿原徹也
辺境からコハクとやってきた少年。コハクの感情を取り戻すためにシグルスの座を狙って他シグルスを狙う。
コハク・ハーツ（テイルズ オブ ハーツ）
声 - 井上麻里奈
感情の起伏が少ない少女。シングと共に大いなる実りを求める。

### 無所属
チェスター・バークライト（テイルズ オブ ファンタジア）
声 - 伊藤健太郎
精霊闘技場の番人として、アーチェと共に登場する。
アーチェ・クライン（テイルズ オブ ファンタジア）
声 - かないみか
チェスターと共に精霊闘技場の番人として登場する。今作ではクレスの昔馴染。空中浮遊が可能で術の詠唱中は徐々に下降していくが、CPUは下降しない。
ダオス（テイルズ オブ ファンタジア）
声 - 森川智之
ユグドラシルバトルにて、全キャラクターの物語でぶつかるボス的存在。世界樹と大いなる実りの番人を自称している。
バルバトス・ゲーティア（テイルズ オブ デスティニー2）
声 - 若本規夫
突如現れた狂戦士。巨大な斧と強力な術を武器に、様々なシグルスに戦いを挑む。原作でのカウンター技「アイテムなぞ使ってんじゃねぇ」は「アイテムなぞ拾ってんじゃねぇ」になっており、その影響から全キャラクターで唯一アイテムが使用できない。オーバーリミッツ中に相手がアイテムを拾うことで秘奥義が発動する。
10編目のメインシナリオとして「バルバトス編」が企画されていたが、没となった。
プレセア・コンバティール（テイルズ オブ シンフォニア）
声 - 桑島法子
小柄で無口な少女で感情の変化が乏しい。闘技島の番人であり、資格の無い者には容赦しない。3年前のとある事件で流出した大量のマナを浴びてしまい、それ以来成長が止まってしまった。そのため彼女の友人だった者たちから気味悪がられた。この一件を機にマオとカイウスに心を開く。
アッシュ（テイルズ オブ ジ アビス）
声 - 鈴木千尋
新帝国が育て上げた最強の剣士。3年前の大会に参加していたが、現在は行方不明。ユグドラシルバトルの全てを憎んでいる。口が悪く相手を見下すことが多いが、時折心優しい一面も見せる。
リヒター・アーベント（テイルズ オブ シンフォニア -ラタトスクの騎士-）
声 - 浜田賢二
とある人物を追い、ユグドラシルバトル参戦者に接触する謎の男。目的は親友の仇討ちのようだ。
ミュウ（テイルズ オブ ジ アビス）
声 - 丸山美紀
チーグルという種族の子供。ナビミュウという名で、ユグドラシルバトルの参加者の案内役として登場。

## 開発
シリーズのアンケートでは遊びたいジャンルに「対戦格闘」が上がってくることから、本作の開発に至った。シナリオは馬場常和（ユーリ&ファラ編、マオ&カイウス編、ルーク&ティア編）、木賀大介（リオン&カイル編、スタン編、ダオス編）、山本尚基（ロイド&コレット編、クレス&クラトス編、ジェイド&アニス編）が担当。
35人という登場人数が最初に決められた。人選は人気の高さ、ストーリーの作りやすさによって決められており、プロデューサーの大舘隆司は「『エターニア』のチャットやフォッグを出すと絡めるキャラが変わってしまう」と発言している。また作品全体だけでなくシリーズごとに定員が決まっており、「コングマンは絶対に出して欲しかったが、その代わりにチャットが外れた」「エミルとマルタのどちらがいいか聞かれたが、『ラタトスクの騎士』は1枠しかなく、エミルとマルタはセットで出したかったため、リヒターを出した」と語られている。クレスとスタンの登場はそれぞれ藤島康介・いのまたむつみの最初のデザインのキャラクターということで決められた。大舘は「35人というのはシリーズ全体からみると3分の1程度だが、贔屓はしていないので納得して楽しんでほしい」とも発言している。
発売前は開発はナムコ・テイルズスタジオと紹介されていたが、実際は株式会社マトリックスで、ナムコ・テイルズスタジオは開発の一部（シナリオおよび監修）を担当している。ミニゲーム「Tales of WALL BREAKER」の開発は株式会社クライマックスが担当。

## プロモーション
PlayStation 3版『テイルズ オブ ヴェスペリア』との連動企画
PS3版『テイルズ オブ ヴェスペリア』の初回特典として封入されるパスワードを本作の連動サイトにて入力すると、「スペシャルバトル」をダウンロードできる。また、本作の初回特典として封入されるプロダクトコードをPlayStation Storeにて入力すると、『テイルズ オブ ヴェスペリア』で特別なスキットが閲覧可能。
ドラマチックDVD 〜ダークヒーロー篇〜
本作の予約特典DVD。スペシャルスキットドラマ「テイルズオブ★ザ・ダークナイト」、イラストギャラリー、プロモーション映像が収録されている。
テイルズオブ★ザ・ダークナイト
『テイルズ オブ ヴェスペリア』のレイヴンを司会として、『テイルズ オブ シンフォニア』のマグニス、『テイルズ オブ リバース』のサレ、『テイルズ オブ ジ アビス』のリグレット、『テイルズ オブ シンフォニア -ラタトスクの騎士-』のアリスの5人によるチャットドラマ。「彼らが何故『テイルズ オブ バーサス』に出られなかったのか」というテーマに沿ってトークが繰り広げられる。なお今回は従来のフェイスチャットと違って全員静止画によるチャットになっている（マグニスのみCGグラフィックで全身像）。

## 評価
『週刊ファミ通』のクロスレビューでは40点満点中32点を獲得した。
エンターブレイン調べでは初週に18.7万本を販売し、初週に21万本を販売した『テイルズ オブ ザ ワールド レディアント マイソロジー2』に次ぐスタートとなった。
GAME Watchではロード時間の長さや、装備によるパラメータ変化がステータス画面を開かなければ分からないといった部分を不満点として挙げ、シリーズキャラクターの共演やシリーズファンであればすぐに遊べる操作方法を「ファン向けとして申し分の無い内容」と評価し、アクションが苦手でも楽しめるような調整からシリーズファン以外にも薦められるとしている。

## 関連商品

### 書籍
- テイルズ オブ バーサス 共闘の書 ISBN 978-4-08-779518-9
- テイルズ オブ バーサス 公式コンプリートガイド ISBN 978-4-902372-25-0
- テイルズ オブ バーサス パーフェクトガイド ISBN 978-4-04-726107-5

### サウンドトラック
- テイルズ・オブ・バーサス オリジナルサウンドトラック